# Band Hero
Band Hero är ett musikspel från 2009 utvecklat av skaparna bakom Guitar Hero, och finns till Wii, Playstation 2, Playstation 3, Xbox 360 och Nintendo DS. Man kan spela ensam eller i kombination av flera sångare, gitarrister, basister eller trummisar. Spelet innehåller från början 65 låtar men fler låtar kan köpas via bland annat Xbox Live. Med de innovativa funktionerna GHStudio och GHTunessm kan man skapa nya hitlåtar i musikstudion.